# Emer Finn
Emer Finn lub Eber Finn (irl. Emhear Fionn) – legendarny zwierzchni król Irlandii z bratem Eremonem w latach 1016–1015 p.n.e. Czwarty syn Mileda (Mila) i jego drugiej żony Scoty, córki Faraona, króla Egiptu.
Urodził się na terenie Hiszpanii. Przydomek Finn oznacza Sprawiedliwy lub Biały. Zapewne używał przydomka w drugim znaczeniu, celem odróżnienia się od swego najstarszego brata przyrodniego, Emera (Ebera) Donna („Brązowego”). Według irlandzkich średniowiecznych legend i historycznej tradycji, był jednym z wodzów, którzy wzięli udział w najeździe Milezjan na Irlandię. Ci zdobyli wyspę z rąk Tuatha Dé Danann, zaś Emer został jednym z pierwszych milezjańskich zwierzchnich królów.
Przodkowie Goidelów mieszkali na Półwyspie Iberyjskim. Íth mac Breogan, stryj Mila, zorganizował najazd na Irlandię, ale bez skutku. Został bowiem zamordowany przez trzech królów, MacCuilla, MacCechta oraz MacGreine′a z ludu Tuatha Dé Danann. Siedmiu synów Mila pod wodzą Eremona i Emera postanowiło najechać wyspę na trzydziestu sześciu statkach. Przybili na południowym zachodzie Irlandii. Między najeźdźcami a królami iryjskimi doszło do bitwy pod Sliabh Mis w trzecim dniu po zejściu na ląd. Pierwsze starcie było nierozstrzygnięte. Milezjanie wycofali się, by wkrótce wylądować u ujścia Boyne i na równinie Brega. Tutaj doszło do kolejnej bitwy pod Tailtinn. Trwała ona do czasu, kiedy Eremon pokonał i zabił króla MacCechta, Emer MacCuilla, a Amergin MacGreine’a. Żony i królowe także zostały zabite. Uciekający Dananianie, jacy zostali, byli zabijani przez najeźdźców. Władza nad Irlandią została podzielona między Emerem i Eremonem Pierwszy objął południową, a drugi północną część wyspy.
Po roku panowania doszło do sporu między braćmi o trzy słynne wzgórza: Druim Clasaigh w Crich Maine, Druim Beathaigh w Maenmhagh i Druim Finghin w Munsterze. Emer wraz z żoną został pokonany i zabity przez Eremona w bitwie pod Geisill. Ten stał się dzięki temu jedynym władcą Irlandii. Jednak gdy wyznaczał władców dla czterech prowincji, dał Munster czterem synom Emera, Erowi, Orbie, Feronowi i Fergnie. Emer miał jeszcze syna Conmaela. Ci synowie zostali po pewnym czasie zwierzchnimi królami Irlandii.